# Cratere Eumaeus
Eumaeus è un cratere sulla superficie di Teti.